# モリリン
モリリン株式会社（英: Moririn Co.Ltd.）は、愛知県一宮市に本社を置く大手繊維専門商社である。1662年（寛文2年）に創業された老舗企業としても知られている。

## 概要
江戸時代初頭の寛文期に創業された老舗企業であり、現在は繊維専門商社として原糸、衣料品、産業資材などを取り扱う他、アパレルメーカーとして幅広い商品を開発・生産している。
社名のモリリンは、創業当時の社名だった「森林右衛門商店」を略して命名されたもの。また大正時代から積極的に中国へ進出しており、現在でも多数の現地法人を抱えている。

## 沿革
- 1662年（寛文2年） - 棉の売買などを創業[4]
- 1903年（明治36年） - 合名会社森林商店創立[4]
- 1918年（大正7年） - 株式会社森林商店に改組[4]
- 1943年（昭和18年） - 森林株式会社に社名変更[4]
- 1971年（昭和46年） - モリリン株式会社に社名変更[4]

## 事業所
- 本店 
  - 愛知県一宮市せんい2丁目3番13号[5]
- 東京本社
  - 東京都中央区東日本橋2-1-3[5]
- 名古屋本社
  - 名古屋市中区錦2-3-8[5]
- 大阪支店
  - 大阪市西区土佐堀1-3-7 肥後橋シミズビル[5]
- 南青山ショールーム
  - 東京都港区南青山5-18-11 fil南青山[5]
- 新潟出張所
  - 新潟県五泉市寺沢4-1-8[5]
- 福山出張所
  - 広島県福山市駅家町大字万能倉1285番3[5]

## テレビアニメや特撮によるタイアップ
- メタルヒーローシリーズ（『特救指令ソルブレイン』から『テツワン探偵ロボタック』まで）
- 燃えろ!!ロボコン
- GEAR戦士電童
- クラッシュギアシリーズ
  - 激闘!クラッシュギアTRUBO
  - クラッシュギアNitro
- 出撃!マシンロボレスキュー
- 冒険遊記プラスターワールド

## 関連会社
出典：
- モリリン物流株式会社
- 株式会社イワキ
- さくら産業株式会社
- 戸田工業株式会社
- 株式会社ナショナルマリン
- 上海茉莉森紡織品有限公司
- 上海茉莉林紡織品有限公司 青島森林分公司
- 上海茉莉林紡織品有限公司 青島分公司
- 栖霞茉莉華服装有限公司
- 平原森林徳業紡績有限公司
- 青島森銘寝装用品有限公司
- 南通茉莉林紡織品有限公司
- 茉莉林汽車内飾布(南通)有限公司
- 上海森億服飾整理有限公司 奉賢工場
- モリリンベトナム　ホーチミン事務所
- モリリンベトナム ハノイ事務所
- モリリンタイランド
- モリカ・インダストリー
- モリリン・リビング・インドネシア
- ダッカ駐在員事務所
- MORIRIN FIBER KOREA Co.,LTD